# Marquesado de Seoane
El marquesado de Seoane es un título nobiliario español creado el 18 de diciembre de 1872 por el rey Amadeo I de España a favor de Juan Antonio Seoane y Bayón, senador del Reino y presidente del Senado.

## Marqueses de Seoane
|                                     | Titular                           | Periodo               |
| Creación por Amadeo I               | Creación por Amadeo I             | Creación por Amadeo I |
| ----------------------------------- | --------------------------------- | --------------------- |
| I                                   | Juan Antonio Seoane y Bayón       | 1872-1887             |
| II                                  | Ramón Seoane y Ferrer             | 1887-1928             |
| Rehabilitación por Francisco Franco |                                   |                       |
| III                                 | Tomás Prieto de la Cal y Dibildos | 1957-1975             |
| IV                                  | Tomás Prieto de la Cal y Picón    | 1975-actual titular   |

## Historia de los marqueses de Seoane
- Juan Antonio Seoane y Bayón (Rueda, 12 de julio de 1815-Pasajes de San Juan, 31 de enero de 1887), I marqués de Seoane[2][1] y senador por la provincia de Valladolid y vitalicio.[3]

Casó, en 1857, con una hija del financiero y político Joaquín María Ferrer. En 28 de julio de 1887, sucedió su hijo:
- Ramón Seoane y Ferrer (Madrid, 1858-Madrid, 1928), II marqués de Seoane[1] y gran cruz de la Orden del Mérito Naval.[4]

Rehabilitado en 1957
- Tomas Prieto de la Cal y Dibildos, III marqués de Seoane.[1][5]

Casó con Mercedes Picón Agero. Le sucedió su hijo en 15 de julio de 1975:
- Tomás Prieto de la Cal y Picón (n. en 1965), IV marqués de Seoane.[1][7]